# 波利欽齊
49°48′0″N 28°30′58″E / 49.80000°N 28.51611°E
波利欽齊（烏克蘭語：Поличинці），是烏克蘭的村落，位於該國西南部文尼察州，由赫米利尼克區負責管轄，始建於1595年，面積2.55平方公里，海拔高度265米，2001年人口442，人口密度每平方公里173.2人。